# Claude Alexis Cochard
Pour les articles homonymes, voir Cochard.
Claude Alexis Cochard (né le 1er mai 1743 à Vesoul, Haute-Saône - mort le 18 octobre 1815 dans la même ville) était un juriste et homme politique français, qui fit une carrière politique pendant la période de la Révolution et de l'Empire.

## Biographie
Avocat en Parlement de Franche-Comté, déjà impliqué dans la vie politique locale avant la Révolution, puisqu'il fut maire de Vesoul en 1784 et deuxième échevin en 1789, Claude Alexis Cochard fut élu député du tiers état du bailliage d'amont à Vesoul aux États généraux le 11 avril 1789.
Il siégea dans les rangs de la majorité de l'Assemblée, et souleva en juillet 1789 un incident, qui occupa l'Assemblée à plusieurs reprises. Sur le rapport qui lui était parvenu de Vesoul, il dénonça « la trahison infernale et incroyable de Monsieur de Mesmay, conseiller au Parlement de Besançon », qui, ayant invité ses paysans et ses vassaux à une fête le 19 juillet 1789 dans son château de Quincey, près de Vesoul, les aurait réunis sous une tonnelle, et aurait fait sauter ses convives au moyen d'une mine disposée à cet effet. Trois militaires et deux bourgeois avaient péri, et plusieurs avaient été blessés. Monsieur de Mesmay avait pris la fuite et les paysans avaient brulé son château. Cet incident déclencha six paniques en Franche-Comté (émeutes liées à ce que l'on a appelé par la suite la Grande Peur). L'Assemblée ordonna des poursuites. Le 29 juillet, le marquis de Toulongeon réclama à la tribune de l'Assemblée la suppression du Parlement de Besançon, qu'il accusait de trop de ménagements dans ces poursuites, et le 1er août la province de Franche-Comté demandait la suppression de son Parlement.
A l'Assemblée, Cochard parla contre l'exportation des grains, se prononça pour l'abolition des droits de mainmorte et présenta le 13 juin 1791 un curieux rapport sur la question de savoir si le duc d'Orléans était fondé dans sa réclamation relative à la dot de la fille du Régent, concluant que celle-ci était légitime. L'Assemblée vota l'ajournement de l'affaire à la prochaine législature.
Après avoir exercé les fonctions de commissaire exécutif à l'armée de Dumouriez, Cochard devint en l'an VIII adjoint au maire de Vesoul, et, la même année, le 1er avril 1800 (11 germinal an VIII), fut nommé juge au tribunal de cassation.
Décoré de la Légion d'honneur le 14 juin 1804 (25 prairial an XII), il reçut sous l'Empire le titre et les fonctions de conseiller à la Cour de cassation. Il fut fait officier de la Légion d'honneur le 23 août 1814, se rallia à la Restauration et fit partie de la Chambre introuvable, où il fut élu le 22 août 1815 par le département de la Haute-Saône par 118 voix sur 205 votants et 261 inscrits. Mais il eut à peine le temps d'y siéger, puisqu'il mourut à Vesoul le 18 octobre 1815.

## Sources
- La plupart des informations contenues dans cet article proviennent de la notice biographique consacrée à Claude Alexis Cochard dans le Dictionnaire des députés (1789-1889) de Cluseret et Colbert-Chabannais (Tome 2, p. 141), maintenant dans le domaine public.